# Svjetsko prvenstvo u atletici 2019.
17. svjetsko prvenstvo u atletici održano je od 27. rujna do 6. listopada 2019. u Dohi na međunarodnom stadionu Khalifa. Dohu kao domaćin potvrdio je IAAF u Monaku 18. studenog 2014. Krovna organizacija IAAF od ovog je prvenstva nosila novo međunarodno ime World Athletics.

## Rezultati
Na prvenstvu su ostvareni sljedeći rezultati:

### Trkačke discipline

#### 100 m
| Mjesto | Država  | Atletičar         | Vrijeme (s) |
| ------ | ------- | ----------------- | ----------- |
| 1.     | SAD     | Christian Coleman | 9,76 (WL)   |
| 2.     | Jamajka | Justin Gatlin     | 9,89        |
| 3.     | Kanada  | Andre De Grasse   | 9,90 (PB)   |

| Mjesto | Država                 | Atletičarka             | Vrijeme (s) |
| ------ | ---------------------- | ----------------------- | ----------- |
| 1.     | Jamajka                | Shelly-Ann Fraser-Pryce | 10,71 (WL)  |
| 2.     | Ujedinjeno Kraljevstvo | Dina Asher-Smith        | 10,83 (NR)  |
| 3.     | Obala Bjelokosti       | Marie-Josée Ta Lou      | 10,90       |

#### 200 m
| Mjesto | Država  | Atletičar       | Vrijeme    |
| ------ | ------- | --------------- | ---------- |
| 1.     | SAD     | Noah Lyles      | 19,83 (WL) |
| 2.     | Kanada  | Andre De Grasse | 19,95      |
| 3.     | Ekvador | Álex Quiñónez   | 19,98      |

| Mjesto | Država                 | Atletičarka       | Vrijeme    |
| ------ | ---------------------- | ----------------- | ---------- |
| 1.     | Ujedinjeno Kraljevstvo | Dina Asher-Smith  | 21,88 (NR) |
| 2.     | SAD                    | Brittany Brown    | 22,22 (PB) |
| 3.     | Švicarska              | Mujinga Kambundji | 19,98      |

#### 400 m
| Mjesto | Država    | Atletičar        | Vrijeme    |
| ------ | --------- | ---------------- | ---------- |
| 1.     | Bahami    | Steven Gardiner  | 43,48 (NR) |
| 2.     | Kolumbija | Anthony Zambrano | 44,15 (AR) |
| 3.     | SAD       | Fred Kerley      | 44,17      |

| Mjesto | Država  | Atletičarka         | Vrijeme        |
| ------ | ------- | ------------------- | -------------- |
| 1.     | Bahrein | Salwa Eid Naser     | 48,14 (AS)(WL) |
| 2.     | Bahami  | Shaunae Miller-Uibo | 48,37 (AR)     |
| 3.     | Jamajka | Shericka Jackson    | 49,47 (PB)     |

#### 800 m
| Mjesto | Država              | Atletičar                 | Vrijeme          |
| ------ | ------------------- | ------------------------- | ---------------- |
| 1.     | SAD                 | Donavan Brazier           | 1:42,34 (KR)(AR) |
| 2.     | Bosna i Hercegovina | Amel Tuka                 | 1:43,47 (SB)     |
| 3.     | Kenija              | Ferguson Cheruiyot Rotich | 1:43,82          |

| Mjesto | Država | Atletičarka     | Vrijeme      |
| ------ | ------ | --------------- | ------------ |
| 1.     | Uganda | Halimah Nakaayi | 1:58,04 (NR) |
| 2.     | SAD    | Raevyn Rogers   | 1:58,18 (SB) |
| 3.     | SAD    | Ajee Wilson     | 1:58,84      |

#### 1 500 m
| Mjesto | Država  | Atletičar          | Vrijeme      |
| ------ | ------- | ------------------ | ------------ |
| 1.     | Kenija  | Timothy Cheruiyot  | 3:29,26      |
| 2.     | Alžir   | Taoufik Makhloufi  | 3:31,38 (SB) |
| 3.     | Poljska | Marcin Lewandowski | 3:31,46 (NR) |

| Mjesto | Država     | Atletičarka    | Vrijeme          |
| ------ | ---------- | -------------- | ---------------- |
| 1.     | Nizozemska | Sifan Hassan   | 3:51,95 (KR)(ER) |
| 2.     | Kenija     | Faith Kipyegon | 3:54,22 (NR)     |
| 3.     | Etiopija   | Gudaf Tsegay   | 3:54,38 (PB)     |

#### 5 000 m
| Mjesto | Država   | Atletičar      | Vrijeme       |
| ------ | -------- | -------------- | ------------- |
| 1.     | Etiopija | Muktar Edris   | 12:58,85 (SB) |
| 2.     | Etiopija | Selemon Barega | 12:59,70      |
| 3.     | Kanada   | Mohammed Ahmed | 13:01,11 (PB) |

| Mjesto | Država   | Atletičarka                | Vrijeme       |
| ------ | -------- | -------------------------- | ------------- |
| 1.     | Kenija   | Hellen Obiri               | 14:26,72 (KR) |
| 2.     | Kenija   | Margaret Chelimo Kipkemboi | 14:27,49 (PB) |
| 3.     | Njemačka | Konstanze Klosterhalfen    | 14:28,43 (PB) |

#### 10 000 m
| Mjesto | Država   | Atletičar        | Vrijeme       |
| ------ | -------- | ---------------- | ------------- |
| 1.     | Uganda   | Joshua Cheptegei | 26:48,36 (WL) |
| 2.     | Etiopija | Yomif Kejelcha   | 26:49,34 (PB) |
| 3.     | Kenija   | Rhonex Kipruto   | 26:50,32      |

| Mjesto | Država     | Atletičarka       | Vrijeme            |
| ------ | ---------- | ----------------- | ------------------ |
| 1.     | Nizozemska | Sifan Hassan      | 30:17,62 (WL) (PB) |
| 2.     | Etiopija   | Letesenbet Gidey  | 30:21,23 (PB)      |
| 3.     | Kenija     | Agnes Jebet Tirop | 30:25,20 (PB)      |

#### Maraton
| Mjesto | Država   | Atletičar       | Vrijeme      |
| ------ | -------- | --------------- | ------------ |
| 1.     | Etiopija | Lelisa Desisa   | 2:10:40 (SB) |
| 2.     | Etiopija | Mosinet Geremew | 2:10:44      |
| 3.     | Kenija   | Amos Kipruto    | 2:10:51      |

| Mjesto | Država   | Atletičarka      | Vrijeme |
| ------ | -------- | ---------------- | ------- |
| 1.     | Kenija   | Ruth Chepngetich | 2:32:43 |
| 2.     | Bahrein  | Rose Chelimo     | 2:33:46 |
| 3.     | Namibija | Helalia Johannes | 2:34:15 |

#### Brzo hodanje 20 km
| Mjesto | Država                          | Atletičar           | Vrijeme |
| ------ | ------------------------------- | ------------------- | ------- |
| 1.     | Japan                           | Toshikazu Yamanishi | 1:26:34 |
| 2.     | Autorizirani neutralni sportaši | Vasilij Mizinov     | 1:26:49 |
| 3.     | Švedska                         | Perseus Karlström   | 1:27:00 |

| Mjesto | Država  | Atletičarka     | Vrijeme |
| ------ | ------- | --------------- | ------- |
| 1.     | NR Kina | Liu Hong        | 1:32:53 |
| 2.     | NR Kina | Qieyang Shenjie | 1:33:10 |
| 3.     | NR Kina | Yang Liujing    | 1:33:17 |

#### Brzo hodanje 50 km
| Mjesto | Država   | Atletičar     | Vrijeme |
| ------ | -------- | ------------- | ------- |
| 1.     | Japan    | Yusuke Suzuki | 4:04:20 |
| 2.     | Portugal | João Vieira   | 4:04:59 |
| 3.     | Kanada   | Evan Dunfee   | 4:05:02 |

| Mjesto | Država  | Atletičarka     | Vrijeme |
| ------ | ------- | --------------- | ------- |
| 1.     | NR Kina | Liang Rui       | 4:23:26 |
| 2.     | NR Kina | Li Maocuo       | 4:26:40 |
| 3.     | Italija | Eleonora Giorgi | 4:29:13 |

#### 110 m / 100 m s preponama
| Mjesto | Država                          | Atletičar               | Vrijeme |
| ------ | ------------------------------- | ----------------------- | ------- |
| 1.     | SAD                             | Grant Holloway          | 13,10   |
| 2.     | Autorizirani neutralni sportaši | Sergej Šubenkov         | 13,15   |
| 3.     | Francuska                       | Pascal Martinot-Lagarde | 13,18   |
| 3.     | Španjolska                      | Orlando Ortega          | 13,30   |

| Mjesto | Država  | Atletičarka       | Vrijeme    |
| ------ | ------- | ----------------- | ---------- |
| 1.     | SAD     | Nia Ali           | 12,34 (PB) |
| 2.     | SAD     | Kendra Harrison   | 12,46      |
| 3.     | Jamajka | Danielle Williams | 12,47      |

#### 400 m s preponama
| Mjesto | Država   | Atletičar         | Vrijeme    |
| ------ | -------- | ----------------- | ---------- |
| 1.     | Norveška | Karsten Warholm   | 47,42 (WL) |
| 2.     | SAD      | Rai Benjamin      | 47,66      |
| 3.     | Katar    | Abderrahman Samba | 47,90 (PB) |

| Mjesto | Država  | Atletičarka       | Vrijeme    |
| ------ | ------- | ----------------- | ---------- |
| 1.     | SAD     | Dalilah Muhammad  | 52,16 (WR) |
| 2.     | SAD     | Sydney McLaughlin | 52,33 (PB) |
| 3.     | Jamajka | Abderrahman Samba | 53,74 (PB) |

#### 3 000 m s preponama
| Mjesto | Država   | Atletičar           | Vrijeme      |
| ------ | -------- | ------------------- | ------------ |
| 1.     | Kenija   | Conseslus Kipruto   | 8:01,35 (WL) |
| 2.     | Etiopija | Lamecha Girma       | 8:01,36 (NR) |
| 3.     | Maroko   | Soufiane El Bakkali | 8:03,76 (SB) |

| Mjesto | Država   | Atletičarka           | Vrijeme      |
| ------ | -------- | --------------------- | ------------ |
| 1.     | Kenija   | Beatrice Chepkoech    | 8:57,84 (KR) |
| 2.     | SAD      | Emma Coburn           | 9:02,35 (PB) |
| 3.     | Njemačka | Gesa Felicitas Krause | 9:03,30 (NR) |

#### Štafeta 4x100 m
| Mjesto | Država                 | Atletičari                                                                      | Vrijeme    |
| ------ | ---------------------- | ------------------------------------------------------------------------------- | ---------- |
| 1.     | SAD                    | Christian Coleman Justin Gatlin Mike Rodgers Noah Lyles Cravon Gillespie*       | 37,10 (WL) |
| 2.     | Ujedinjeno Kraljevstvo | Adam Gemili Zharnel Hughes Richard Kilty Nethaneel Mitchell-Blake               | 37,36 (ER) |
| 3.     | Japan                  | Shuhei Tada Kirara Shiraishi Yoshihide Kiryū Abdul Hakim Sani Brown Yuki Koike* | 37,43 (AS) |

| Mjesto | Država                 | Atletičarke                                                                               | Vrijeme    |
| ------ | ---------------------- | ----------------------------------------------------------------------------------------- | ---------- |
| 1.     | Jamajka                | Natalliah Whyte Shelly-Ann Fraser-Pryce Jonielle Smith Shericka Jackson Natasha Morrison* | 41,44 (WL) |
| 2.     | Ujedinjeno Kraljevstvo | Asha Philip Dina Asher-Smith Ashleigh Nelson Daryll Neita Imani-Lara Lansiquot*           | 41,85 (SB) |
| 3.     | SAD                    | Dezerea Bryant Teahna Daniels Morolake Akinosun Kiara Parker                              | 42,10 (SB) |

#### Štafeta 4x400 m
| Mjesto | Država  | Atletičari                                                                                          | Vrijeme      |
| ------ | ------- | --------------------------------------------------------------------------------------------------- | ------------ |
| 1.     | SAD     | Fred Kerley Michael Cherry Wil London Rai Benjamin Tyrell Richard* Vernon Norwood* Nathan Strother* | 2:56,69 (WL) |
| 2.     | Jamajka | Akeem Bloomfield Nathon Allen Terry Thomas Demish Gaye Javon Francis*                               | 2:57,90 (SB) |
| 3.     | Belgija | Jonathan Sacoor Robin Vanderbemden Dylan Borlée Kevin Borlée Julien Watrin*                         | 2:58,78 (SB) |

| Mjesto | Država  | Atletičarke | Vrijeme      |
| ------ | ------- | --- | ------------ |
| 1.     | SAD     | Phyllis Francis Sydney McLaughlin Dalilah Muhammad Wadeline Jonathas Jessica Beard* Allyson Felix* Kendall Ellis* Courtney Okolo* | 3:18,92 (WL) |
| 2.     | Poljska | Iga Baumgart-Witan Patrycja Wyciszkiewicz Małgorzata Hołub-Kowalik Justyna Święty-Ersetic Anna Kiełbasińska*                      | 3:21,89 (NR) |
| 3.     | Jamajka | Anastasia Le-Roy Tiffany James Stephenie Ann McPherson Shericka Jackson Roneisha McGregor*                                        | 3:22,37 (SB) |

### Skakačke discipline

#### Skok u vis
| Mjesto | Država                          | Atletičar          | Visina    |
| ------ | ------------------------------- | ------------------ | --------- |
| 1.     | Katar                           | Mutaz Essa Barshim | 2,37      |
| 2.     | Autorizirani neutralni sportaši | Mihail Akimenko    | 2,35 (PB) |
| 3.     | Autorizirani neutralni sportaši | Ilja Ivanjuk       | 2,35 (PB) |

| Mjesto | Država                          | Atletičarka       | Visina      |
| ------ | ------------------------------- | ----------------- | ----------- |
| 1.     | Autorizirani neutralni sportaši | Marija Lasickene  | 2,04        |
| 2.     | Ukrajina                        | Jaroslava Mahučih | 2,04 (WR20) |
| 3.     | SAD                             | Vashti Cunningham | 2,00 (PB)   |

#### Skok u dalj
| Mjesto | Država  | Atletičar              | Duljina   |
| ------ | ------- | ---------------------- | --------- |
| 1.     | Jamajka | Tajay Gayle            | 8,69 (WL) |
| 2.     | SAD     | Jeff Henderson         | 8,39 (SB) |
| 3.     | Kuba    | Juan Miguel Echevarría | 8,34      |

| Mjesto | Država   | Atletičarka         | Duljina       |
| ------ | -------- | ------------------- | ------------- |
| 1.     | Njemačka | Malaika Mihambo     | 7,30 (WL)(PB) |
| 2.     | Ukrajina | Marina Beh-Romančuk | 6,92 (SB)     |
| 3.     | Nigerija | Ese Brume           | 6,91          |

#### Skok s motkom
| Mjesto | Država  | Atletičar        | Visina |
| ------ | ------- | ---------------- | ------ |
| 1.     | SAD     | Sam Kendricks    | 5,97   |
| 2.     | Švedska | Armand Duplantis | 5,97   |
| 3.     | Poljska | Piotr Lisek      | 5,87   |

| Mjesto | Država                          | Atletičarka         | Visina        |
| ------ | ------------------------------- | ------------------- | ------------- |
| 1.     | Autorizirani neutralni sportaši | Anželika Sidorova   | 4,95 (WL)(PB) |
| 2.     | SAD                             | Sandi Morris        | 4,90 (SB)     |
| 3.     | Grčka                           | Ekaterini Stefanidi | 4,85 (SB)     |

#### Troskok
| Mjesto | Država       | Atletičar            | Duljina    |
| ------ | ------------ | -------------------- | ---------- |
| 1.     | SAD          | Christian Taylor     | 17,92 (SB) |
| 2.     | SAD          | Will Claye           | 17,74      |
| 3.     | Burkina Faso | Hugues Fabrice Zango | 17,66 (AF) |

| Mjesto | Država    | Atletičarka       | Duljina |
| ------ | --------- | ----------------- | ------- |
| 1.     | Kolumbija | Yulimar Rojas     | 15,37   |
| 2.     | Jamajka   | Shanieka Ricketts | 14,92   |
| 3.     | Kolumbija | Caterine Ibargüen | 14,73   |

### Bacačke discipline

#### Bacanje koplja
| Mjesto | Država   | Atletičar       | Duljina |
| ------ | -------- | --------------- | ------- |
| 1.     | Grenada  | Anderson Peters | 86,89   |
| 2.     | Estonija | Magnus Kirt     | 86,21   |
| 3.     | Njemačka | Johannes Vetter | 85,37   |

| Mjesto | Država     | Atletičarka       | Duljina    |
| ------ | ---------- | ----------------- | ---------- |
| 1.     | Australija | Kelsey-Lee Barber | 66,56      |
| 2.     | NR Kina    | Liu Shiying       | 65,88 (SB) |
| 3.     | NR Kina    | Lü Huihui         | 65,49      |

#### Bacanje diska
| Mjesto | Država   | Atletičar           | Duljina |
| ------ | -------- | ------------------- | ------- |
| 1.     | Švedska  | Daniel Ståhl        | 67,59   |
| 2.     | Jamajka  | Fedrick Dacres      | 66,94   |
| 3.     | Austrija | Lukas Weißhaidinger | 66,82   |

| Mjesto | Država   | Atletičarka     | Duljina |
| ------ | -------- | --------------- | ------- |
| 1.     | Kuba     | Yaime Pérez     | 69,17   |
| 2.     | Kuba     | Denia Caballero | 68,44   |
| 3.     | Hrvatska | Sandra Perković | 66,72   |

#### Bacanje kugle
| Mjesto | Država      | Atletičar    | Duljina    |
| ------ | ----------- | ------------ | ---------- |
| 1.     | SAD         | Joe Kovacs   | 22,91 (KR) |
| 2.     | SAD         | Ryan Crouser | 22,90 (PB) |
| 3.     | Novi Zeland | Thomas Walsh | 22,90 (OC) |

| Mjesto | Država   | Atletičarka         | Duljina |
| ------ | -------- | ------------------- | ------- |
| 1.     | NR Kina  | Gong Lijiao         | 19,55   |
| 2.     | Jamajka  | Danniel Thomas-Dodd | 19,47   |
| 3.     | Njemačka | Christina Schwanitz | 19,17   |

#### Bacanje kladiva
| Mjesto | Država    | Atletičar     | Duljina    |
| ------ | --------- | ------------- | ---------- |
| 1.     | Poljska   | Paweł Fajdek  | 80,50      |
| 2.     | Francuska | Quentin Bigot | 78,19 (SB) |
| 3.     | Mađarska  | Bence Halász  | 78,18      |

| Mjesto | Država  | Atletičarka     | Duljina    |
| ------ | ------- | --------------- | ---------- |
| 1.     | SAD     | DeAnna Price    | 77,54      |
| 2.     | Poljska | Joanna Fiodorow | 76,35 (PB) |
| 3.     | NR Kina | Wang Zheng      | 74,76      |

### Višeboj

#### Desetoboj / Sedmoboj
| Mjesto | Država   | Atletičar     | Bodovi    |
| ------ | -------- | ------------- | --------- |
| 1.     | Njemačka | Niklas Kaul   | 8691 (PB) |
| 2.     | Estonija | Maicel Uibo   | 8604 (PB) |
| 3.     | Kanada   | Damian Warner | 8529      |

| Mjesto | Država                 | Atletičarka               | Bodovi        |
| ------ | ---------------------- | ------------------------- | ------------- |
| 1.     | Ujedinjeno Kraljevstvo | Katarina Johnson-Thompson | 6981 (WL)(NR) |
| 2.     | Belgija                | Nafissatou Thiam          | 6677          |
| 3.     | Austrija               | Verena Preiner            | 6360          |

#### Štafeta 4x400 m
| Mjesto | Država  | Atletičari/ke | Vrijeme      |
| ------ | ------- | --- | ------------ |
| 1.     | SAD     | Wil London Allyson Felix Courtney Okolo Michael Cherry Tyrell Richard* Jessica Beard* Jasmine Blocker* Obi Igbokwe* | 3:09,34 (WR) |
| 2.     | Jamajka | Nathon Allen Roneisha McGregor Tiffany James Javon Francis Janieve Russell*                                         | 3:11,78 (NR) |
| 3.     | Bahrein | Musa Isah Aminat Yusuf Jamal Salwa Eid Naser Abbas Abubakar Abbas                                                   | 3:11,82 (AS) |

* Atletičar/ka se natjecao/la u preliminarnoj fazi i također je primio/la medalju.

## Tablica medalja
| Mjesto | Država                          | Zlato | Srebro | Bronca | Ukupno |
| ------ | ------------------------------- | ----- | ------ | ------ | ------ |
| 1.     | SAD                             | 14    | 11     | 4      | 29     |
| 2.     | Kenija                          | 5     | 2      | 4      | 11     |
| 3.     | Jamajka                         | 3     | 5      | 4      | 12     |
| 4.     | NR Kina                         | 3     | 3      | 3      | 9      |
| 5.     | Etiopija                        | 2     | 5      | 1      | 8      |
| -      | Autorizirani neutralni sportaši | 2     | 3      | 1      | 6      |
| 6.     | Ujedinjeno Kraljevstvo          | 2     | 3      | 0      | 5      |
| 7.     | Njemačka                        | 2     | 0      | 4      | 6      |
| 8.     | Japan                           | 2     | 0      | 1      | 3      |
| 9.     | Nizozemska                      | 2     | 0      | 0      | 2      |
| 9.     | Uganda                          | 2     | 0      | 0      | 2      |
| 11.    | Poljska                         | 1     | 2      | 3      | 6      |
| 12.    | Bahrein                         | 1     | 1      | 1      | 3      |
| 12.    | Kuba                            | 1     | 1      | 1      | 3      |
| 12.    | Švedska                         | 1     | 1      | 1      | 3      |
| 15.    | Bahami                          | 1     | 1      | 0      | 2      |
| 16.    | Katar*                          | 1     | 0      | 1      | 2      |
| 17.    | Australija                      | 1     | 0      | 0      | 1      |
| 17.    | Grenada                         | 1     | 0      | 0      | 1      |
| 17.    | Norveška                        | 1     | 0      | 0      | 1      |
| 17.    | Venezuela                       | 1     | 0      | 0      | 1      |
| 21.    | Estonija                        | 0     | 2      | 0      | 2      |
| 21.    | Ukrajina                        | 0     | 2      | 0      | 2      |
| 23.    | Kanada                          | 0     | 1      | 4      | 5      |
| 24.    | Belgija                         | 0     | 1      | 1      | 2      |
| 24.    | Kolumbija                       | 0     | 1      | 1      | 2      |
| 24.    | Francuska                       | 0     | 1      | 1      | 2      |
| 27.    | Alžir                           | 0     | 1      | 0      | 1      |
| 27.    | Bosna i Hercegovina             | 0     | 1      | 0      | 1      |
| 27.    | Portugal                        | 0     | 1      | 0      | 1      |
| 30.    | Austrija                        | 0     | 0      | 2      | 2      |
| 31.    | Burkina Faso                    | 0     | 0      | 1      | 1      |
| 31.    | Hrvatska                        | 0     | 0      | 1      | 1      |
| 31.    | Ekvador                         | 0     | 0      | 1      | 1      |
| 31.    | Grčka                           | 0     | 0      | 1      | 1      |
| 31.    | Mađarska                        | 0     | 0      | 1      | 1      |
| 31.    | Italija                         | 0     | 0      | 1      | 1      |
| 31.    | Obala Bjelokosti                | 0     | 0      | 1      | 1      |
| 31.    | Maroko                          | 0     | 0      | 1      | 1      |
| 31.    | Namibija                        | 0     | 0      | 1      | 1      |
| 31.    | Novi Zeland                     | 0     | 0      | 1      | 1      |
| 31.    | Nigerija                        | 0     | 0      | 1      | 1      |
| 31.    | Španjolska                      | 0     | 0      | 1      | 1      |
| 31.    | Švicarska                       | 0     | 0      | 1      | 1      |
| Ukupno | Ukupno                          | 49    | 49     | 51     | 149    |

## Značenje kratica
- WR: svjetski rekord
- KR: rekord svjetskih prvenstava
- PB: osobni rekord
- SB: rekord sezone
- WL: najbolji rezultat sezone
- NR: nacionalni rekord
- ER: europski rekord
- AF: afrički rekord
- AS: azijski rekord
- AR: američki rekord
- OC: oceanijski rekord

## Vanjske poveznice
- Doha 2019. - Službena stranica  Arhivirana inačica izvorne stranice od 11. studenoga 2019. (Wayback Machine)
- Doha 2019. - rezultati  Arhivirana inačica izvorne stranice od 14. listopada 2019. (Wayback Machine)